# Piotr Adamczyk

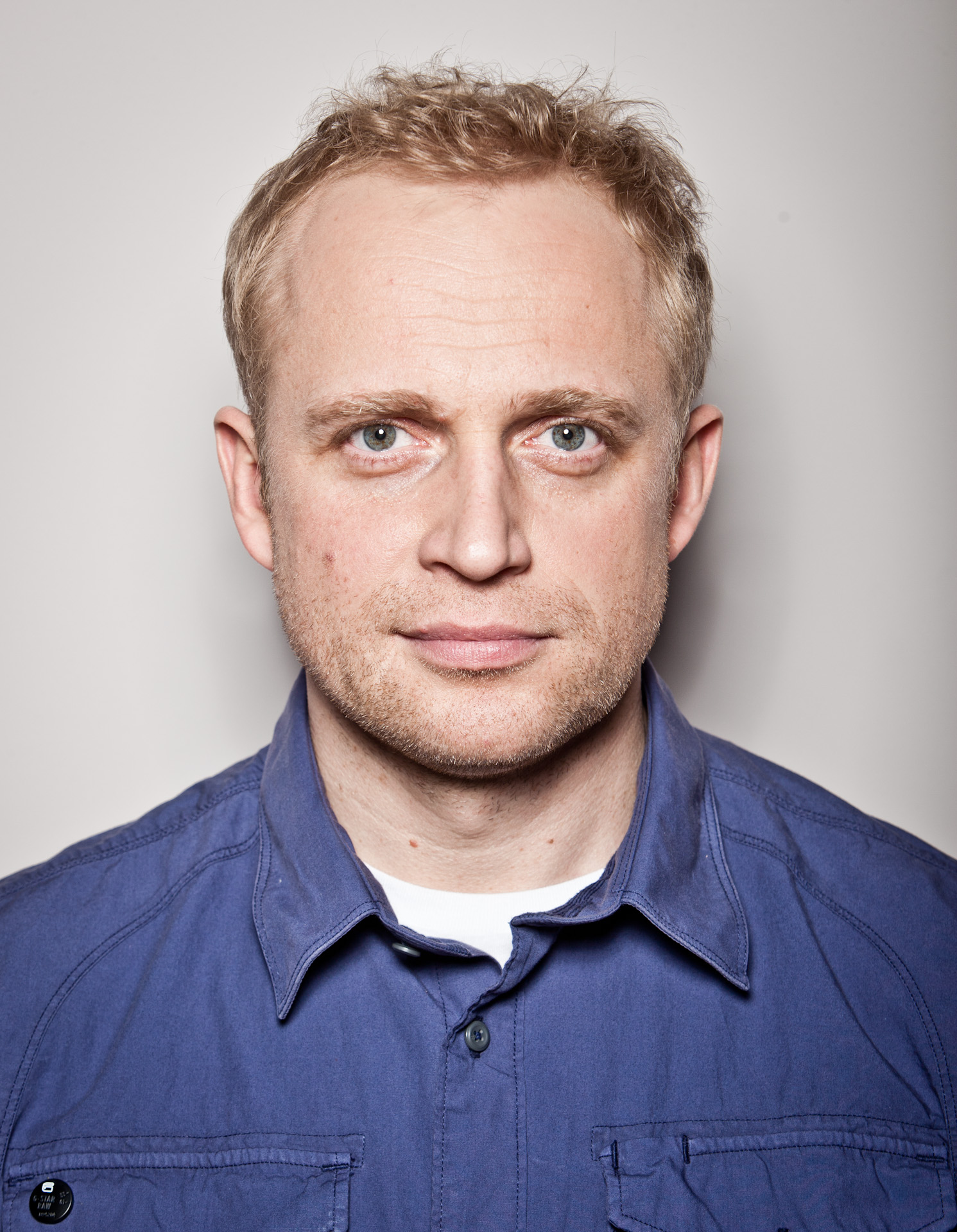
Piotr Adamczyk în 2012

Piotr Adamczyk (n. 21 martie 1972, Varșovia, Polonia) este un actor polonez. 
Acestuia i-a plăcut de mic actoria, în școala primară a intrat în clubul de teatru, condus de profesorul de limba poloneză. După terminarea școlii a intrat la liceul Ogólnokształcące din Varșovia, unde a ales secția de teatru. În 1995 a absolvit Școala de Teatru Național din Varșovia, unde i-a avut ca lectori pe Anna Seniuk, Mariusz Benoit, Zbigniew Zapasiewicz și Gustaw Holoubek. În al doilea an a plecat la Londra, unde a primit o bursă la Academia de Teatru. Acolo, pentru primirea diplomei, a jucat rolul principal în piesa Hamlet (în limba engleză).